# Aksel Bakunc

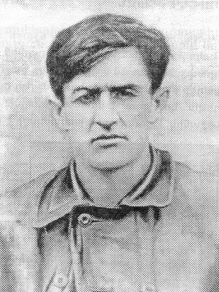
Aksel Bakunc

Aksel Bakunc (właściwie Aleksandr Tewosjan) (1899–1937?) – ormiański pisarz. Był autorem prozy psychologicznej, napisał zbiór opowiadań z życia chłopów ormiańskich pt. Mytnadzor. Pisał również utwory satyryczne. Zginął podczas wielkiej czystki. 